# Kokšov-Bakša
Kokšov-Bakša este o comună slovacă, aflată în districtul Košice-okolie din regiunea Košice. Localitatea se află la altitudinea de 190 m deasupra n.m., se întinde pe o suprafață de 3,57 km2 și în 2017 număra 1.214 locuitori.

## Istoric
Localitatea Kokšov-Bakša este atestată documentar din 1302.

## Demografie
| An:                | 1994 | 2004   | 2014    | 2024    |
| ------------------ | ---- | ------ | ------- | ------- |
| Număr de persoane: | 1078 | 1046   | 1174    | 1335    |
| Diferență:         |      | −2,96% | +12,23% | +13,71% |

| An:                | 2023 | 2024   |
| ------------------ | ---- | ------ |
| Număr de persoane: | 1310 | 1335   |
| Diferență:         |      | +1,90% |